# 예두아르트 로셀

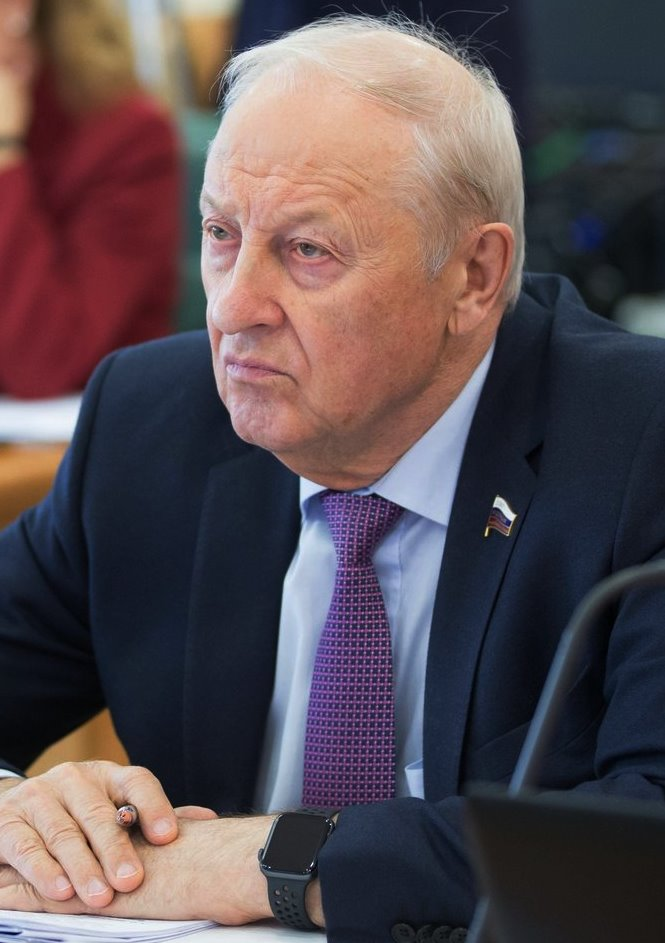

예두아르트 예르가르토비치 로셀(러시아어: Эдуард Эргартович Россель 에두아르트 에르가르토비치 로셀[*], 독일어: Eduard Ergartowitsch Rossel, 1937년 10월 8일 - )는 스베르들롭스크주의 주지사이다. 그는 1937년에 태어났으며, 독일혈통을 가진 러시아인이다. 그는 연방회의에서 활동하고 있다. 니즈니노브고로드에서 가까운 마을에서 태어났다. 1962년에 우랄 광산 주립대학교를 졸업했다. 1991년부터 스베르들롭스크 주의 주지사가 되었다.